# Yellow Flower
Yellow Flower là mini album thứ sáu của nhóm nhạc nữ Hàn Quốc Mamamoo. Được phát hành bởi Rainbow Bridge World vào ngày 7 tháng 3 năm 2018 và phân phối bởi LOEN Entertainment. Mini album tổng cộng có bảy bài hát, bao gồm single  "Starry Night".

## Danh sách bài hát
| STT | Nhan đề                                           | Phổ lời                              | Phổ nhạc                                                                     | Arrangement                                                                  | Thời lượng |
| --- | ------------------------------------------------- | ------------------------------------ | ---------------------------------------------------------------------------- | ---------------------------------------------------------------------------- | ---------- |
| 1.  | "From Winter to Spring" (겨울에서 봄으로 (intro)) | Solar                                | Solar                                                                        | Solar                                                                        |            |
| 2.  | "Star Wind Flower Sun" (별 바람 꽃 태양)          | Solar, Moonbyul                      | Solar                                                                        | Lee Hyun-seung, TM                                                           |            |
| 3.  | "Starry Night" (별이 빛나는 밤)                   | Kim Do-hoon, Park Woo-sang, Moonbyul | Kim Do-hoon, Park Woo-sang                                                   | Kim Do-hoon, Park Woo-sang                                                   |            |
| 4.  | "Be Calm" (덤덤해지네 (Hwasa solo))               | Hwasa                                | Park Woo-sang, Hwasa                                                         | Park Woo-sang                                                                |            |
| 5.  | "Rude Boy"                                        | Cosmic Sound, Cosmic Girl, Moonbyul  | Cosmic Sound, Cosmic Girl                                                    | Cosmic Sound, Cosmic Girl                                                    |            |
| 6.  | "Spring Fever" (봄타)                             | Jowul, Moonbyul                      | Command Freaks, Mayu                                                         | Command Freaks                                                               |            |
| 7.  | "Paint Me" (칠해줘)                               | Jowul                                | Mich Hansen, Peter Wallevik, Daniel Davidsen, Chelcee Grimes, Kara DioGuardi | Mich Hansen, Peter Wallevik, Daniel Davidsen, Chelcee Grimes, Kara DioGuardi | 3:39       |

## Bảng xếp hạng
| Bảng xếp hạng (2018) | Vị trí xếp hạng cao nhất |
| -------------------- | ------------------------ |
| Hàn Quốc (Gaon)      | 1                        |

## Giải thưởng

### Chương trình âm nhạc
| Chương trình              | Ngày                |
| ------------------------- | ------------------- |
| The Show (SBS MTV)        | 13 tháng 3 năm 2018 |
| Show Champion (MBC Music) | 14 tháng 3 năm 2018 |
| M Countdown (Mnet)        | 15 tháng 3 năm 2018 |
| Music Bank (KBS)          | 16 tháng 3 năm 2018 |
| Inkigayo (SBS)            | 18 tháng 3 năm 2018 |